# Canta che ti passa
Canta che ti passa è un modo di dire molto diffuso nella lingua italiana colloquiale.
È un invito a non spaventarsi e a curare le preoccupazioni e i timori con il canto. Pare che l'espressione sia stata incisa in una trincea da un soldato sconosciuto durante la prima guerra mondiale: l'ufficiale e scrittore Piero Jahier la trascrisse come epigrafe di una raccolta di Canti del soldato (Milano, 1919). Nella prefazione (firmata con lo pseudonimo di Pietro Barba), Jahier parla del «buon consiglio che un fante compagno aveva graffiato nella parete della dolina: canta che ti passa».
In realtà la funzione terapeutica del canto è nota sin dall'antichità, e ha ispirato miti come quelli del cantore Orfeo. Restando nell'ambito della letteratura italiana, si veda questo verso di Petrarca (Canzoniere XXIII, 4):
Perché cantando il duol si disacerba.